# Sumuru
Sumuru est un personnage de fiction créé par Sax Rohmer, auteur de la série de romans Fu Manchu. Sumuru est une femme qui dirige une organisation criminelle appelée, en anglais, Order of Our Lady.

## Radio
Juste après la Seconde Guerre mondiale, Sax Rohmer s'est vu proposer par la BBC la création d'un feuilleton radiophonique. Rohmer a utilisé les mêmes recettes que celles de sa série Fu Manchu, mais en les adaptant à un personnage de génie du crime féminin, Sumuru. La série Shadow of Sumuru a été diffusée entre 1945 et 1946 par la BBC sous la forme de huit épisodes d'une demi-heure chacun, avec les voix d'Anna Burden et Robert Beatty

## Romans
En 1950, Sax Rohmer publie son feuilleton sous la forme d'un roman intitulé  The Sins of Sumuru, que l'éditeur de romans populaires américain Fawcett Gold Medal a publié sous le titre Nude in Mink. (Nue sous son vison). Le livre a dû être réimprimé deux fois en un mois, alors l'éditeur a commandé des suites, qui ont eu des titres différents selon qu'ils sont sortis en Grande-Bretagne ou aux États-Unis. 
- Nude in Mink/The Sins of Sumuru (1950)
- Sumuru/Slaves of Sumuru (1951)
- The Fire Goddess/Virgin in Flames (1952)
- Return of Sumuru/Sand and Satin (1954)
- Sinister Madonna (1956)

En 2011, les cinq romans de la série ont été compilés par John Robert Colombo dans un recueil intitulé The Sumuru Omnibus.
En France, Francis Lacassin a dirigé pour les éditions Alta une collection intitulée Sumuru ou le monde est aux femmes, dont chaque volume contient deux roman :
- Sumuru ou le monde est aux femmes 1  (trad. Robert-Pierre Castel), Alta, 1980 qui contient :
  1. Nue sous son vison
  2. Les Esclaves de Sumuru
- Sumuru ou le monde est aux femmes 2  (trad. Robert-Pierre Castel), Alta, 1980
  1. La Déesse de feu
  2. Le Retour de Sumuru

La parution d'un tome contenant les romans La Madonne des ténèbres et L'Empereur d'Amérique est annoncée en quatrième de couverture, mais ne semble pas avoir été effective. Il est à noter que si L'Empereur d'Amérique (The Emperor of America, 1929), ne met pas en scène le personnage de Sumuru, ce roman constitue la première tentative de Sax Rohmer de recourir à un personnage féminin de Super-vilain inspiré de l'univers de Fu Manchu. Dans ce roman, un gang de criminels équipés d'une technologie de science-fiction (téléphone mobile et ordinateur) est dirigé depuis une base souterraine de Manhattan.

## Films
Harry Alan Towers, producteur dans les années 1960 de films consacrés au personnage du Fu Manchu, avec Christopher Lee dans le rôle-titre, a produit deux films consacrés à Sumuru, avec Shirley Eaton dans le rôle.
- The Million Eyes of Sumuru (en), aussi appelé The Slaves of Sumuru (1967), réalisé par Lindsay Shonteff.
- The Girl from Rio, aussi appelé Future Women, et en français Sumuru, la cité sans hommes (1969) réalisé par Jess Franco.

En 2003 est sorti un film intitulé Sumuru, réalisé par Darrell Roodt et avec Alexandra Kamp dans le rôle de Sumuru, qui s'appuie sur les livres de Sax Rohmer mais se déroule dans un futur lointain.